# أوباديل تومبسون
أوباديل تومبسون (بالإنجليزية: Obadele Thompson) هو عداء مسافات قصيرة ومحامي وكاتب بربادوسي ولد في يوم 30 مارس 1976 في البربادوس، أبرز إنجازاته كان فوزه بالميدالية البرونزية في دورة الألعاب الأولمبية الصيفية 2000 في سيدني في سباق 100 متر، وصل 3 مرات إلى السباق النهائي بسباق 100 متر في الألعاب الأولمبية في دورات 1996 و2000 و2004، هو صاحب الرقم الوطني لبربادوس في سباق 100 ب9.87 ثانية و 19.97 ثانية في 200 متر، وهو صاحب الرقم القياسي في سباق 500 متر داخل الصالات ب45.38 منذ سنة 1997. تزوج من العدائة الأمريكية ماريون جونز في فبراير 2007 وله منها 3 أطفال.

## روابط خارجية
- أوباديل تومبسون على موقع الاتحاد الدولي لألعاب القوى (الإنجليزية)
- أوباديل تومبسون على موقع اللجنة الأولمبية الدولية (الإنجليزية)
- أوباديل تومبسون على موقع أوليمبيديا (الإنجليزية)
- أوباديل تومبسون على موقع اتحاد ألعاب الكومنولث (مؤرشف) (الإنجليزية)